# Emmanuel Esparza
Emmanuel Esparza, właściwie Emmanuel Esparza González (ur. 2 marca 1976 w Walencji) – hiszpański aktor filmowy, telewizyjny i teatralny, od kilku lat mieszkający w Kolumbii.

## Życiorys
Urodził się i wychował w Walencji, gdzie stał się miłośnikiem koszykówki, gry w tenisa, judo, boksu, szermierki, snowboardi i jeździectwa. Studiował na wydziale reklamy i public relations, a następnie w latach 2002-2003 uczęszczał na warsztaty pisania scenariuszy i zainteresował się aktorstwem.
Zadebiutował na małym ekranie w telenoweli La dársena de poniente. Zdobył rozgłos w Hiszpanii jako Nacho Goñi w Jestem Bea (Yo soy Bea, 2007-2009).
W 2003 związał się z modelką Cristiną Warner, z którą ma córkę Zoe (ur. 2015).

## Wybrana filmografia

### Filmy fabularne
- 2006: El cas de la núvia dividida (TV) jako Freddie
- 2006: Cartas de Sorolla
- 2007: Cuerpo a la carta (TV) jako Javier
- 2008: Martini, il valenciano (TV) jako Charles Lepicq
- 2013: Alpha jako Álex

### Seriale TV
- 2006-2007: La dársena de poniente jako Rubén
- 2007: Les moreres jako Luis Cantudo Escribano
- 2007-2009: Yo soy Bea jako Nacho Goñi
- 2009: Czerwony Orzeł (Águila Roja) jako Rafael Valverde
- 2010-2011: La Pola jako Alejo Sabarain Ramos
- 2011: Tierra de lobos jako Rodrigo
- 2013-2014: Mentiras perfectas jako dr Cristóbal Alzáte
- 2014-2015: Fugitivos jako Julián Duarte
- 2016: Sala de urgencias jako dr Eduardo Mejia
- 2017: Venganza jako César Riaño
- 2017: El Señor de los Cielos jako Antonio María „Tony” Pastrana
- 2019: Secretos de Estado jako prezydent Alberto Guzmán
- 2020: Królowa i konkwistador (La Reina de Indias y el Conquistador) jako Pedro de Heredia

## Nagrody i nominacje
| Rok  | Nagroda                            | Kategoria                            | Tytuł              | Rezultat  |
| ---- | ---------------------------------- | ------------------------------------ | ------------------ | --------- |
| 2011 | Premios TVyNovelas (Kolumbia)      | Najlepszy aktor wiodący w telenoweli | La Pola            | Nominacja |
| 2014 | Premios TVyNovelas (Kolumbia)      | Najlepszy wiodący aktor w serialu    | Mentiras perfectas | Wygrana   |
| 2014 | Premios Talento Caracol (Kolumbia) | Najlepszy aktor wiodący              | Mentiras perfectas | Wygrana   |
| 2015 | Premios Talento Caracol (Kolumbia) | Najlepszy aktor wiodący              | Fugitivos          | Nominacja |
| 2015 | Premios TVyNovelas (Kolumbia)      | Najlepszy aktor wiodący w serialu    | Fugitivos          | Nominacja |
| 2017 | Premios TVyNovelas (Kolumbia)      | Najlepszy aktor wiodący              | Venganza           | Nominacja |